# Ornavasso
Ornavasso (alemany Urnafasch, piemontès Ornavass) és un municipi italià, situat a la regió del Piemont. L'any 2007 tenia 3.267 habitants. És un dels municipis de la minoria walser, sobretot a la fracció de Migiandone. Limita amb els municipis d'Anzola d'Ossola, Gravellona Toce, Mergozzo i Premosello-Chiovenda.

## Administració
| Període | Identitat           | Partit        |
| ------- | ------------------- | ------------- |
| 2004-   | Antonio Longo Dorni | Llista cívica |